# Albert Bartholin
Albert Bartholin, född 1620 i Köpenhamn, död den 17 maj 1663, var en dansk skolperson och litteraturhistoriker, son till professor Caspar Bartholin. 
Bartholin blev 1640 student från Herlufsholm och reste sedan utomlands. 1643 var han i Wittenberg, där han emellertid, väl närmast till följd av Trettioåriga kriget, fann förhållandena nästan upplösta och det sedliga tillståndet bland studenterna högst fördärvat. Som dansk blev han utsatt för olika kränkningar. Trots allt utgav han här en teologisk avhandling. 
Efter hemkomsten tog han 1645 magistergraden i Köpenhamn och blev samma år professor designatus och rektor vid Frederiksborg Skole. Men Kristian IV var inte tillfreds med honom. 1646 skrev kungen: "Hillerøds skolepersoner blive alle fordærvede (formodentlig ved den jævnlige berøring med hofpersonalet), uden at der skaffes råd i tide"; och 1647 skrev densamme från Frederiksborg till kanslern: "Vorherre give, at rektoren, som er her, snart kunde komme på en højere plads, end han er, thi for denne skole at tjene er han meget for højlærd". 
Emellertid ökade elevantalet betydligt under hans tid, och Thomas Kingo fann i honom både en duktig lärare och en faderlig välgörare. Men då Bartholins bröst var svagt, måste han 1656 ha en medhjälpare i rektorsämbetet, och 1660 nödgade sjukdomen honom att söka sitt avsked. Sin sista tid tillbragte han i sin brors, Thomas Bartholins, hus.  
I manuskript efterlämnade han ett kortfattat danskt författarlexikon (De scriptis Danorum), som 1666 blev utgivet av hans ovannämnda bror. Bartholin var en stor bokvän och efterlämnade en ypperlig boksamling, över vilken finns en tryckt katalog.